# Diane Varsi

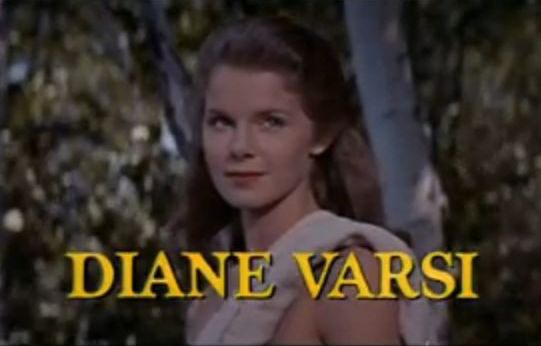
Peyton Place från trailern till filmen Peyton Place (1957)

Diane Varsi, född 23 februari 1938 i San Mateo, Kalifornien, USA, död 19 november 1992 i Los Angeles, var en amerikansk skådespelare. 

## Filmografi (urval)
- 1977 - I Never Promised You a Rose Garden
- 1971 - Johnny Got His Gun
- 1970 - Bloody Mama
- 1967 - Roseanna
- 1957 - Lek i mörker